# Обыкновенный верхогляд
Обыкнове́нный верхогля́д (лат. Chanodichthys erythropterus) — вид лучепёрых рыб семейства карповых.
Встречается в водах Китая от Янцзы на юге до р. Амур на севере, обитает на острове Тайвань, в Западной Корее, в Ляохэ. Распространена эта рыба в р. Уссури и озере Ханка.
Предпочитает верхогляд держаться преимущественно в толще воды. Достигает длины около 102 см и массы 9 кг. Хищная рыба. Питается молодью карася, чебака. В рацион входят и личинки насекомых, а также попадающие в воду ручейники и подёнки в период их массового лета.
Половозрелым становится в возрасте 6 лет, длиной около 40 см.
Ловят верхогляда на спиннинг, на блесну или на «резинку» (приманка — живец), а также сетями.
Верхогляд предпочитает охотиться на малька в тех местах, где быстрое течение сочетается с заводью, например за речным мысом.